# Anticatalanisme
L'anticatalanisme o la catalanofòbia és l'aversió a Catalunya, a la cultura i llengua catalanes o als mateixos catalans. Segons el Diccionari de la llengua catalana de l'IEC, catalanofòbia és "una aversió a Catalunya, als catalans o a tot allò que és català".

## Orígens
L'aversió a un col·lectiu social o nacional sempre té origen en un conflicte previ de tipus polític, religiós o ètnic. En el cas de la relació entre Castella i la Corona d'Aragó, en general, i Catalunya en particular, també és així. Atenent l'historiador Antoni Simon el catalanisme s'origina a la Baixa Edat Mitjana i el Renaixement, atès que en aquest període apareixen les identitats nacionals a Europa, base d'alguns futurs estats nació en què les comunitats nacionals que tenen el favor reial s'imposarien a les que no el tenen. El relat catalanòfob es manté al llarg dels segles fins a l'actualitat.

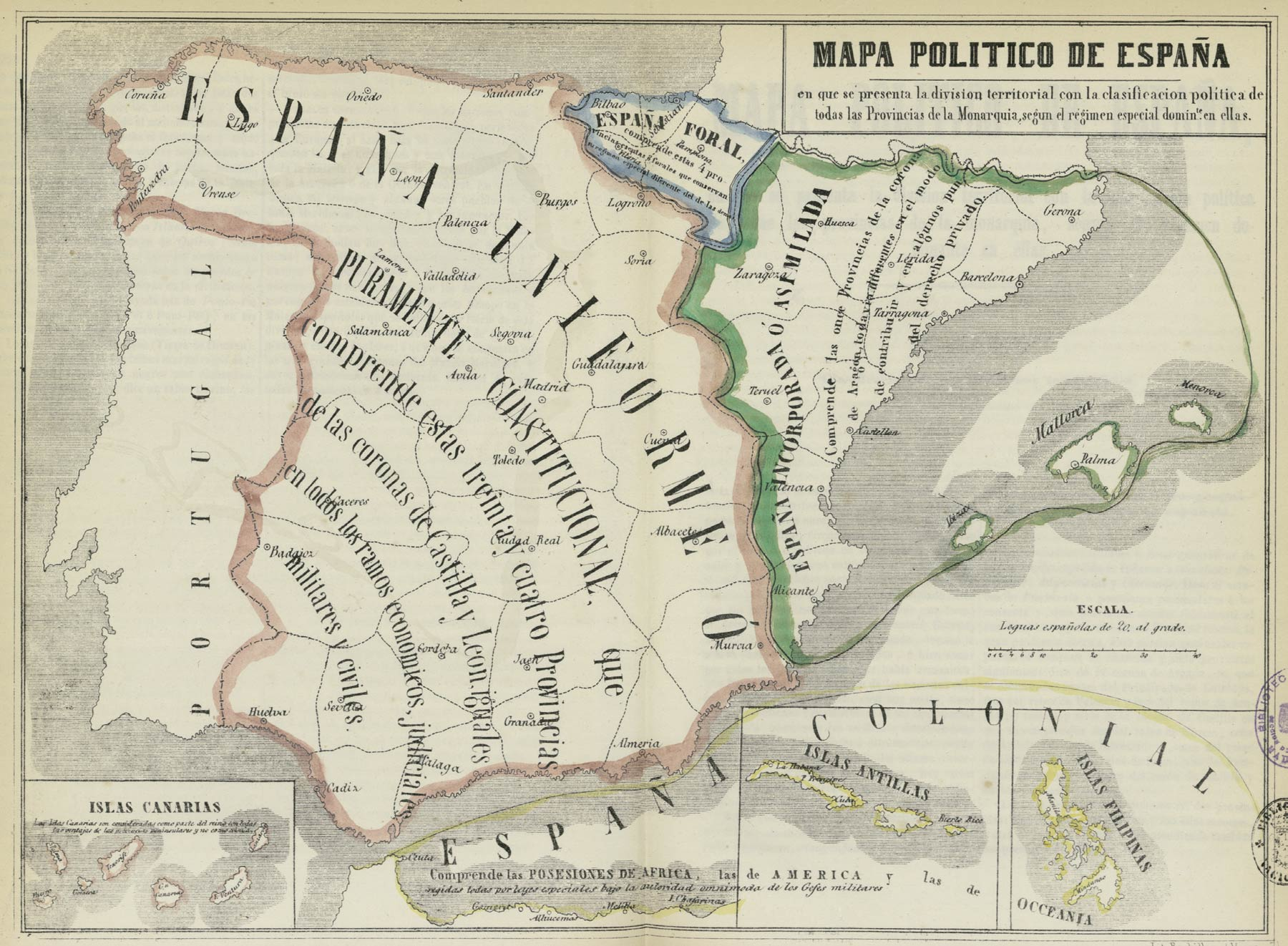
Mapa polític oficial d'Espanya del 1850

## Anticatalanisme a l'Edat mitjana

### Anticatalanisme a l'època de l'expansió mediterrània
Les conquestes del Sud d'Itàlia i Grècia en l'expansió mediterrània de la Corona d'Aragó causaren una aversió local vers els conqueridors, sovint qualificats genèricament com a catalans.

### Anticatalanisme a Castella
L'anticatalanisme parteix del conflicte entre la Corona castellana i la seva expansió històrica vers els altres regnes peninsulars. Assimilat el regne de Galícia, històricament hi hagué conflictes territorials amb la Corona d'Aragó, a qui s'intentà d'arrabassar territori amb diferents guerres, com la guerra dels dos Peres.

#### Segle XIII fins a fins delseglexv
En el Regne de Castella s'assentà la formulació d'idea imperial castellana, mitjançant els cronistes Rodrigo Jiménez de Rada o Pablo de Santamaría i Alfons de Cartagena. Es basen en el fet que els reis castellans es consideraven els únics i legítims descendents dels monarques gots, i que la primera fundació de la civilització i del cristianisme en la península va tenir el seu principi a Castella, i també que la dinastia castellana era fruit dels designis de la Providència. Paral·lelament el relat històric català es basa en els cronistes Bernat Desclot, Ramon Muntaner i Jaume Marquilles i les seves institucions. Aquesta etapa la defineix Simon com a anticatalanisme latent.

#### Darreria delseglexvfins a darreria delseglexvi
En aquesta època es produeix la unió dinàstica de la Corona de Castella amb la Corona d'Aragó mitjançant els Reis Catòlics, i conviuen sota el regnat dues concepcions polítiques d'Espanya corresponents als dos regnes. Alhora, la centralitat castellana a Espanya deixava els territoris de la perifèria sota una Corona i un govern central situats a Madrid des de 1561, govern compost per persones principalment d'origen castellà.
A principis del segle xvi, els nobles castellans anomenaven al rei Ferran el Catòlic "vell catalanot", i en morir Isabel I de Castella i esdevindre regent, va ser vist com un intrús i expulsat del regne de Castella.

## Anticatalanisme modern a Espanya

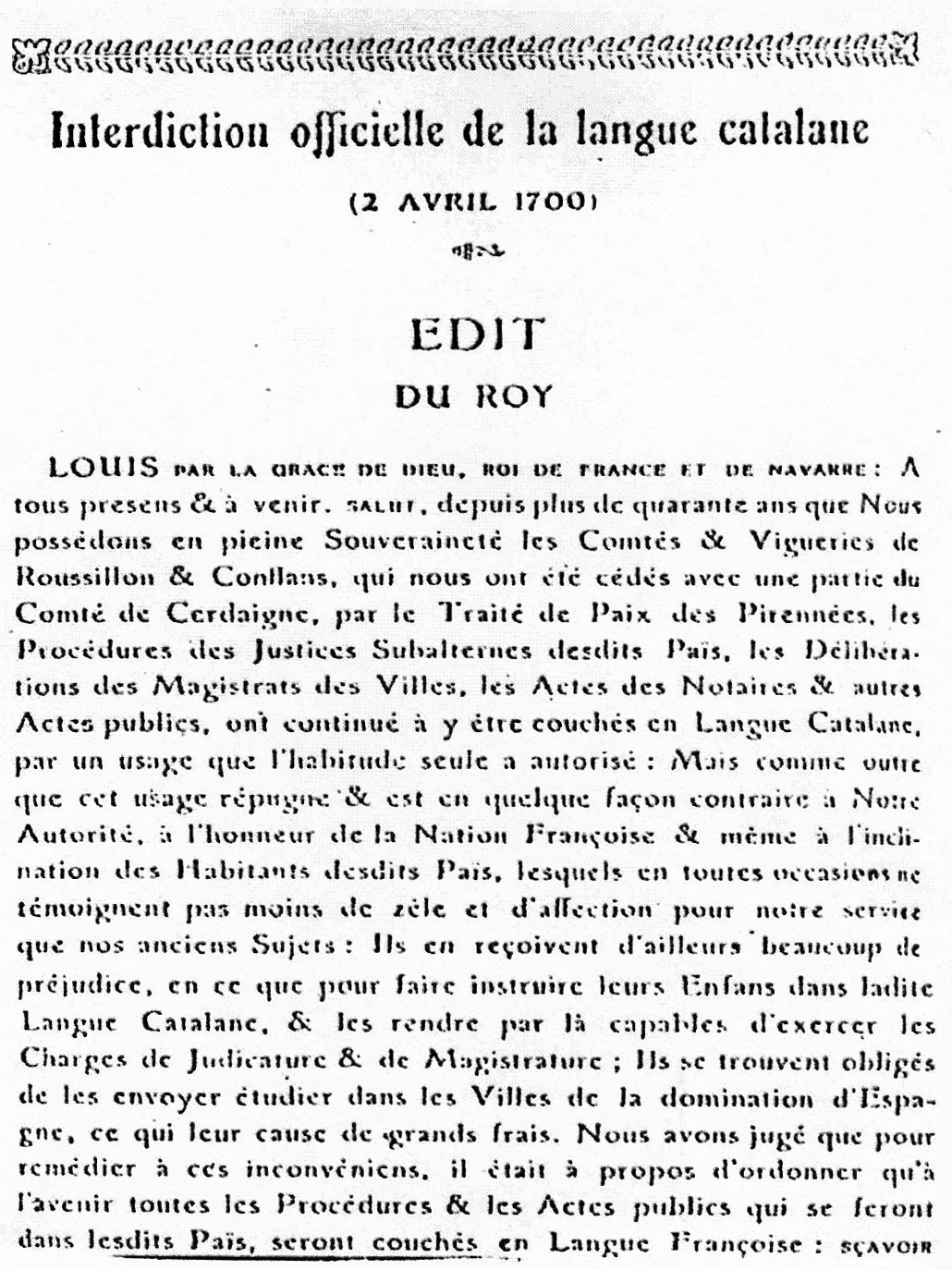
Decret de prohibició de la llengua catalana al Rosselló, Conflent i la Cerdanya del 2 d'abril de 1700.

Incorporat i assimilat Al-Andalus, i incorporats Portugal i la Corona d'Aragó a la Corona espanyola, l'ascendència del Comte-duc d'Olivares vers un estat centralista mitjançant el seu Memorial secret va causar la revolta dels Segadors a Catalunya i la Guerra de restauració portuguesa, en aplicar-hi l'anomenada Unió d'armes. Val a dir que en aquell moment l'Imperi espanyol menat per Castella venia de quatre fallides econòmiques, el 1557, el 1575, el 1596, i el 1607, i anava de cap a una altra, el 1627, atès que es gastava més en guerres que no riqueses aconseguides a les colònies americanes i al mateix Regne de Castella (on anteriorment a la fallida de 1557 hi havia hagut la revolta de les Comunitats castellanes en protesta per la fiscalitat), pel que la maniobra del Comte-duc d'Olivares en realitat cercava fonts de finançament alternatives. 
Tingueu la vostra Majestat pel negoci més important de la vostra Monarquia, el fer-se Rei d'Espanya: vull dir, Senyor, que no s'acontenti la vostra Majestat amb ser Rei de Portugal, d'Aragó, de València, Comte de Barcelona, sinó que treballi i pensi, amb consell mudat i secret, per reduir aquests regnes de que es compon Espanya a l'estil i lleis de Castella, sense cap diferència, que si la vostra Majestat ho aconsegueix serà el Príncep més poderós del món.

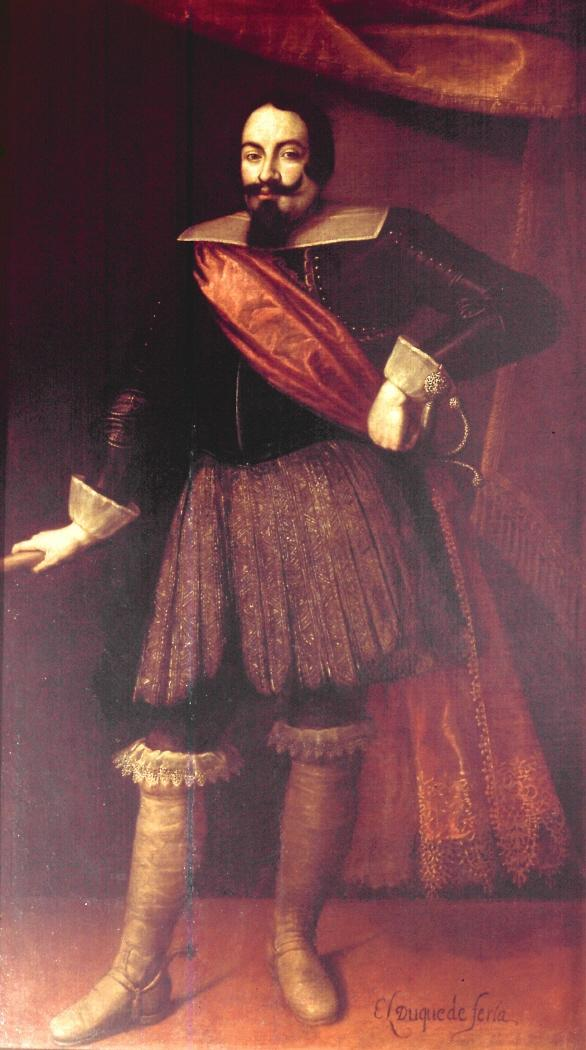
Gómez Suárez de Figueroa, duc de Feria

Atesa la bel·licositat catalana, el virrei de Catalunya, Gómez Suárez Figueroa y Córdoba, Duc de Feria, adreça un escrit l’any 1629 al rei Felip IV de Castella aconsellant-li separar el Rosselló de Catalunya:
“…seria una gran pèrdua per a ells la divisió, perquè només ella amagria totes les causes que tenen als catalans tan confiats i sobre si; perquè per aquest mitjà es reduïa la província a ser menys estesa, a ser de menys gent i quantitat d'hisenda”
Posteriorment, el Comte-duc d'Olivares va marcar l'inici de la catalanofòbia moderna, encarregant al Francisco de Quevedo, que també escrivia propaganda per al millor postor, la primera propaganda en aquest sentit.

Aconseguint Portugal recuperar la independència, la Corona d'Aragó s'incorporà a les lleis i dret castellà després de la Guerra de Successió, que en el cas de l'Aragó finalitzà el 1707, del Regne de València el 1707, al Principat de Catalunya el 1714, i al Regne de Mallorca el 1715. Tots aquests territoris veieren anul·lada la seva capacitat d'autogovern i les seves lleis mitjançant Decrets de Nova planta. A més patiren una repressió ferotge (vegeu Repressió borbònica en la Guerra de Successió Espanyola).

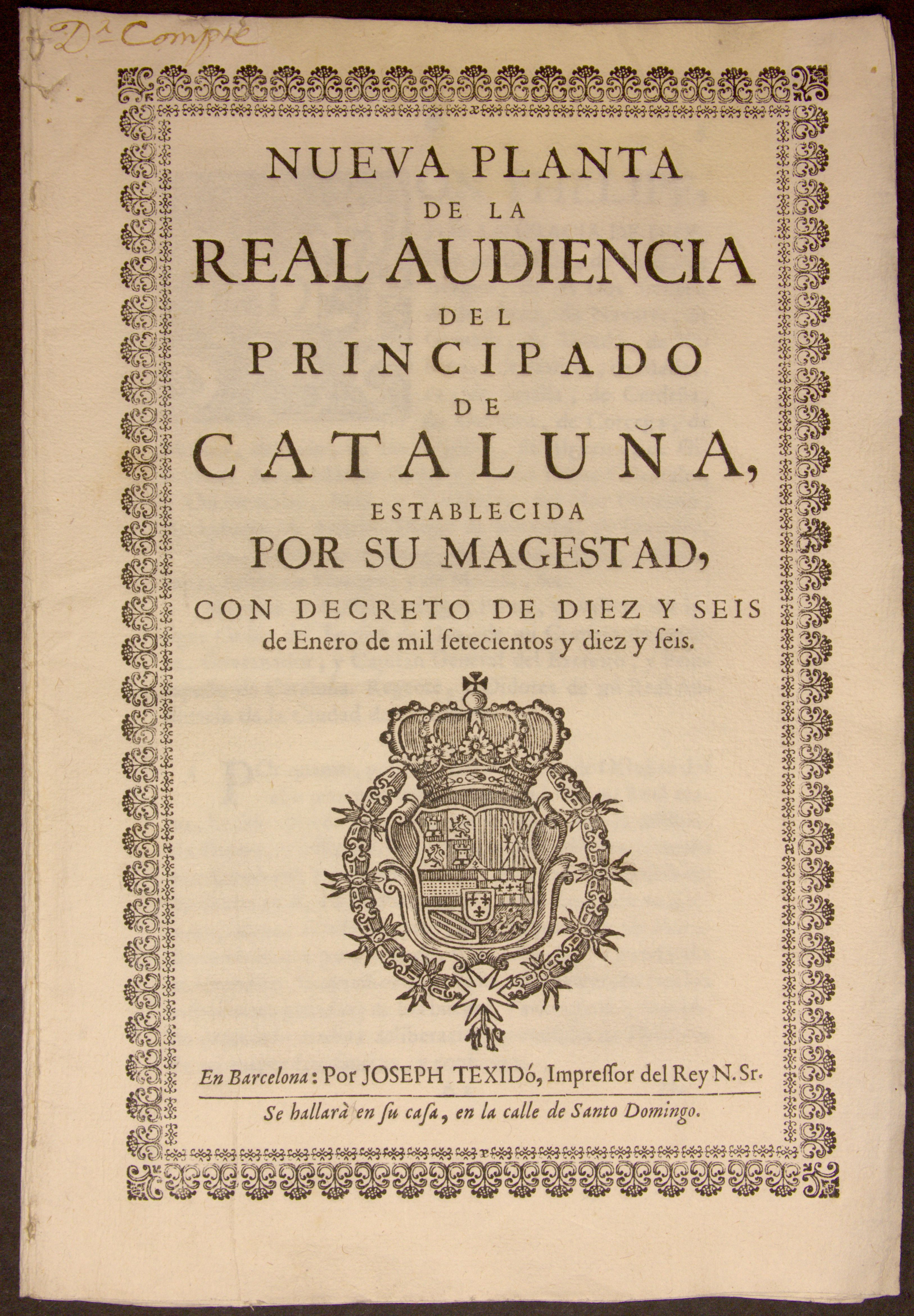
El Decret de Nova Planta, prohibí l'ús de la llengua catalana a l'administració de justícia i de govern de Catalunya

En el cas de Catalunya, el Decret de Nova Planta de Felip V va ser una mesura reial destinada a la repressió i assimilació, i inicià la creació de l'estat centralitzat espanyol sota les lleis de Castella, fundant-se, jurídicament i per primer cop, el Regne d'Espanya entès com exclusivament castellà, a diferència de "les Espanyes" anteriors. Mitjançant aquest Decret s'aboliren les lleis i institucions catalanes, i s'ocasionà una progressiva marginalització de la llengua i cultura catalanes en benefici de la castellana.
Finalment mano, que l'ensenyament de primeres lletres, Llatinitat, i Retòrica es facin en llengua Castellana generalment, onsevulla que no es practiqui, cuidant del seu compliment les Audiències i Justícies respectives, recomanant-se també per l'El meu Consell als Diocesans, Universitats i Superiors Regulars per a la seva exacta observança i diligència a estendre l'idioma general de la Nació per a la seva major harmonia i enllaç recíproc. Article VIII de la Real Cédula, 1768

### L'inici de l'estat nació espanyol
Un cop una comunitat nacional conquereix una altra, en aquest cas el Regne de Castella a la Corona d'Aragó, la conversió de la societat conquerida en una minoria nacional comporta que l'assimilació cerqui destruir els elements identitaris, com és la llengua i la història. Alhora, com qualsevol comunitat conquerida hi ha una extracció econòmica, que era el motiu inicial del Comte-Duc d'Olivares.

## Anticatalanisme contemporani
Els historiadors generalment situen l'inici del nacionalisme espanyol a primers del s. XIX, i particularment en la resistència contra l'ocupació per les tropes de Napoleó. Format un Estat sota un únic govern, lleis i usos, es procedí a construir la nació (com a França, és l'Estat qui crea la nació i no el procés contrari). Emprant les eines de l'Estat, el nacionalisme espanyol intenta conformar una identitat nacional espanyola basat en una matriu castellana, en enfrontament a altres nacions històriques de l'Estat, d'on sorgiren reactivament els anomenats nacionalismes perifèrics. Si fins aquell moment el conflicte havia sigut polític-territorial, a partir del s. XIX, s'afegeix un conflicte cultural.
En aquest context, recuperant-ne la validesa, l'Antonio Cánovas del Castillo, historiador i president del govern durant la Restauració borbònica, reproduí alguns dels paràgrafs més coneguts del Memorial del Comte-Duc d'Olivares al seu llibre Estudios del reinado de Felipe IV publicat el 1888, i considerà que el Memorial havia de llegir-se com un manifest en el que s'establien les bases del projecte d'Estat nació espanyol del valido del Felip IV.

### Propostes públiques de repressió i d'extermini
Tot i que al segle XIX també n'hi ha, com la coneguda proposta d'Espartero de bombardejar Barcelona cada 50 anys, durant el primer terç del segle xx, coincidint amb l'aparició del nacionalisme ètnic, hi ha propostes públiques d'arrasar Catalunya, d'arrasar Barcelona, en condició de capital de Catalunya, i àdhuc d'extermini dels catalans. Entre altres, es pot esmenat, per exemple, la del llibre el Peligro Nacional, del José Martos O'Neale i el Julio Amado Reyngondaud, on es demana exterminar el noranta vuit per cent dels catalans, la del Ramiro de Maeztu, demanant una guerra per acabar amb el problema catalán, la del Ramiro Ledesma Ramos, l'any 1931, a primers de juliol, suggerint la possibilitat d'enviar els exercits africans per convertir Catalunya en terra de colonia, i a darrers de juliol apel·lant a la "decisió suprema de la violència", la del murcià Juan Pujol, Cap de Premsa i Propaganda de la Junta de Defensa Nacional, que a part d'assenyalar una suposada ètnia semítica dels catalans, arribà a afirmar a La Voz de España
"La nostra croada és la salvació. Però aquesta salvació ha arribat tard per a Catalunya. El poble català, llevat d'aquelles excepcions que mereixen rarament el títol d'heroiques, ha arribat a un extrem d'abjecció incomparable amb la nostra orgullosa dignitat nacional. De Catalunya volem la terra; la terra generosa que no va cometre pecat. I la tindrem pel dret suprem de conquesta. Però la terra, la terra res més"
la del Millan Astray, el 12 d'octubre del 1936, a Salamanca, la de Luís Martínez de Galinsoga, a l'article a l'Heraldo de Aragón, "Delenda est Catalonia", o la del Queipo de Llano, també de l'any 1936:
Transformarem Madrid en un verger, Bilbao en una gran fàbrica i Barcelona en un solar immens. El problema de Catalunya? Resolució facilíssima: S'exterminen tots els catalans!
L'any 1968, en una discussió vers l'activitat cultural en català, l'empresari català J.B Cendrós intentava que el ministre Fraga Iribarne aixequés l'ordre de retirada de circulació de la primera edició de la "Història de Catalunya il·lustrada". En Fraga acabà fent una apologia de les vegades que Espanya a atacat militarment Catalunya i es mostrà disposat a tornar-hi. Més recentment, l'any 2012, el coronel Francisco Alamán amenaça amb una intervenció militar si els catalans obtinguessin la independència. L'any 2017, l'influent periodista i empresari Luís Cebrián demana l'ús de la força per impedir cap referèndum, i posteriorment, amb motiu de la suspensió de l'autonomia catalana i empresonament de part el govern català amb motiu del referèndum d'autodeterminació, hi ha hagut algunes veus demanant actuar més enllà, com ara la veterana i influent periodista Victoria Prego.
Cal actuar amb força. El 155 és poca cosa. Cal prendre la policia. Avui dia, som tan moderns que no podem aplicar la força. La força cal aplicar-la. Amb duresa.

### Pogrom antijueu i anticatalà a l'Argentina
L'any 1919 hi va haver un pogrom a l'Argentina, durant la Setmana Tràgica argentina, però tingué un element afegit, atès que es cridà a atacar indistintament a jueus i catalans. Les raons no són clares, més tenint en compte que, en el cas de Buenos Aires, la colònia catalana, establerta principalment al barri de Montserrat, provenia de la mateixa fundació de la ciutat. Podria apuntar-se a la influència del nacionalisme espanyol que ja en aquella època qualificava als catalans com d'ètnia semítica.

### Dictadura de Primo de Rivera
Després del cop d'estat del general Primo de Rivera, amb el vist-i-plau del PSOE i la Lliga, en Primo de Rivera agafà una línia política pròpia, i així, el Reial decret de 18 de novembre prohibia taxativament l'ús d'altres idiomes diferents del castellà —«que és l'oficial de l'Estat espanyol»— en actes oficials de qualsevol tipus i per qualsevol autoritat, encara que «l'expressar-se o escriure en idiomes o dialectes, les cançons, balls, costums o vestits regionals no són objecte de cap prohibició».

### Bàndol republicà de laGuerra Civil espanyola, i Exili
Des del govern espanyol hi hagué deslleialtat vers la Generalitat per motius nacionalistes, com ara la manca de suport a la invasió de Mallorca, un fet que tindria una importància cabal en el futur decurs de la guerra, o en prendre a la Generalitat el control de les indústries de guerra, causant sota el nou control una notable davallada de la producció i abastiment als fronts.
Com recull el Julián Zugazagoitia, el Negrin tenia aversió al catalanisme, a qui, igual que els feixistes, anomenava separatisme.
De fet, al bàndol republicà es culpabilitzava "als catalans" de la derrota a la guerra civil, fins al punt d'haver conflictes entre els exiliats catalans. Ho relata el fill gran de l’escriptor Artur Bladé i Desumvila, l'Artur Bladé Font, en una entrevista a ‘La Vanguardia’ que en el viatge cap l’exili a Mèxic a bord del Nyassa, de bandera portuguesa, es van produir episodis de catalanofòbia protagonitzats per republicans espanyols, fins i tot amb un intent de llançar catalans per la borda, un fet que no va ser aïllat.

### Franquisme

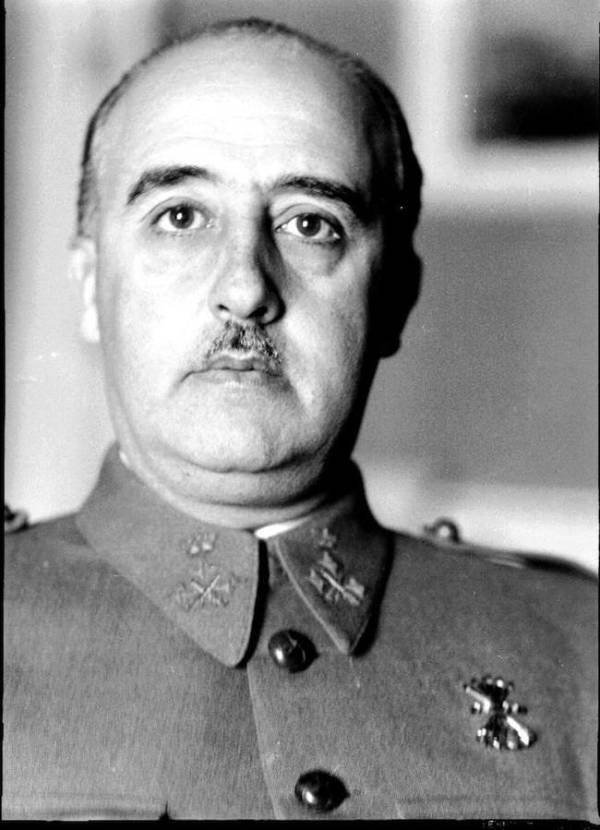
Francisco Franco

La dictadura franquista, a Catalunya, complementà la supressió de les llibertats democràtiques amb la repressió de la cultura catalana. Tot el que tingués a veure amb la catalanitat fou durament reprimit, amb la llengua com a principal exponent, tot i que segons el moment històric la propaganda o la catalanofòbia deriva directament a conflicte ètnic de caràcter genocida, com ara durant la guerra civil, tal com assenyala en Paul Preston a "L'Holocaust espanyol":
“Els dies posteriors a l’ocupació de Lleida (…) els presoners republicans identificats com a catalans eren executats sense judici. Qui fos que sentissin parlar en català era molt possible que acabés arrestat. La brutalitat arbitrària de la repressió anticatalana va arribar a tal punt que Franco mateix va haver d’emetre una ordre disposant que s'havien d’evitar els errors que més tard es poguessin lamentar”..."Hi ha exemples de l’assassinat de pagesos no per cap més raó aparent que la de parlar català"
I també refereix el falangista Maximiano García Venero:
"Podia escoltar-se amb freqüència en uns certs mitjans l'afirmació que Catalunya hauria de ser sembrada de sal. S'arriba a uns nivells tan alts de xenofòbia que ha de ser el propi general Franco qui emeti una ordre per a atallar el genocidi que s'estava cometent"
Un amic íntim de Franco, Victor Ruiz Albéniz, "El Tebib Arrumi", va publicar un article on demanava que Catalunya rebés "un càstig bíblic (Sodoma i Gomorra) per purificar la ciutat roja, la seu de l'anarquisme i separatisme com a únic remei per extirpar aquests dos càncers pel termocauteri implacable", mentre que per Serrano Suñer, cunyat de Franco i Ministre de l'Interior, el nacionalisme català era "una malaltia."
L'home designat com a governador civil de Barcelona, Wenceslao González Oliveros, va afirmar que "Espanya es va alçar, amb tanta o més força contra els Estatuts desmembrats que contra el comunisme i que qualsevol tolerància del regionalisme portaria altra vegada als mateixos processos de putrefacció que acabem d'extirpar quirúrgicament."
En contrast amb l'ocorregut amb la immigració rebuda durant el funcionament de la Mancomunitat, durant la major part de la dictadura de Franco es va propiciar l'exclusió total de l'idioma català del sistema educatiu (va ser relegat a l'esfera familiar), en el qual es van arribar a utilitzar en alguns llocs mètodes en els quals els propis alumnes havien de denunciar a l'alumne que parlés català cedint-li una bala. La llengua catalana va arribar també a prohibir-se en les làpides de les tombes en el període de postguerra. Fins a l'any 1951, Rafael Aracil, Joan Oliver i Antoni Segura han considerat que la persecució de la llengua va ser «total». Així, durant el període franquista (1939-1975), el català va ser objecte d'una agressió brutal i va quedar pràcticament reduït a l'ús familiar.
Però tot i l'esforç militar, repressiu, i legal continuat al llarg del temps, no s'aconsegueix assimilar plenament Catalunya, el País Valencià i les Illes a la castellanitat, com si havia passat amb altres territoris conquerits.
En definitiva, l'intent constant d'assimilació a la castellanitat causa un conflicte latent que origina la catalanofòbia, amb episodis àlgids cada cop que Catalunya aconseguia algun tipus d'autogovern (Mancomunitat, Generalitat, estatuts d'autonomia, etc.), o qualsevol concessió territorial que en altres parts d'Espanya no causarien cap problema, atès que suposadament és un atac a la concepció castellanocèntrica d'Espanya.

#### Antisemitisme durant el franquisme
El centralisme i la reiteració en l'assimilació castellana adquireixen nous elements ideològics durant el S. XIX i el començament del XX. La resistència en la catalanitat originava en el costat espanyol una reacció catalanofòbica. Per exemple, l'acusació de ser un poble semític o jueus directament per part de plumes tan rellevants com en Pio Baroja o Blasco Ibàñez, en resposta a la creació de Solidaritat Catalana, el 1906. Aquest tipus d'acusació ètnica arribà a màxims durant la dictadura franquista, en que el catalanisme arribà a veure's com un defecte racial, atesa una identificació per part del nacionalisme espanyol de la franja de població catalanoparlant (Catalunya, País Valencià i Les Illes) amb els jueus, bé de forma al·legòrica, bé de forma real en tant que posseïdors de "rastres semítics" que degeneraven la raça espanyola, segons en Vallejo-Nájera i altres científics del moment. Aquesta degeneració racial respecte al tronc espanyol (castellà), causava que fossin propensos a "contraure" el comunisme i el separatisme. En endavant es poden trobar apel·lacions públiques en aquest sentit al llarg del primer terc del s. XX, que esdevenen privades a partir de la caiguda del nazisme. En qualsevol cas, tot plegat dona rellevància tant a la biopolítica franquista aplicada a Catalunya, dins el context de regeneració racial aplicada a Espanya, com al fons ètnico-polític de la catalanofòbia moderna.

### Període democràtic

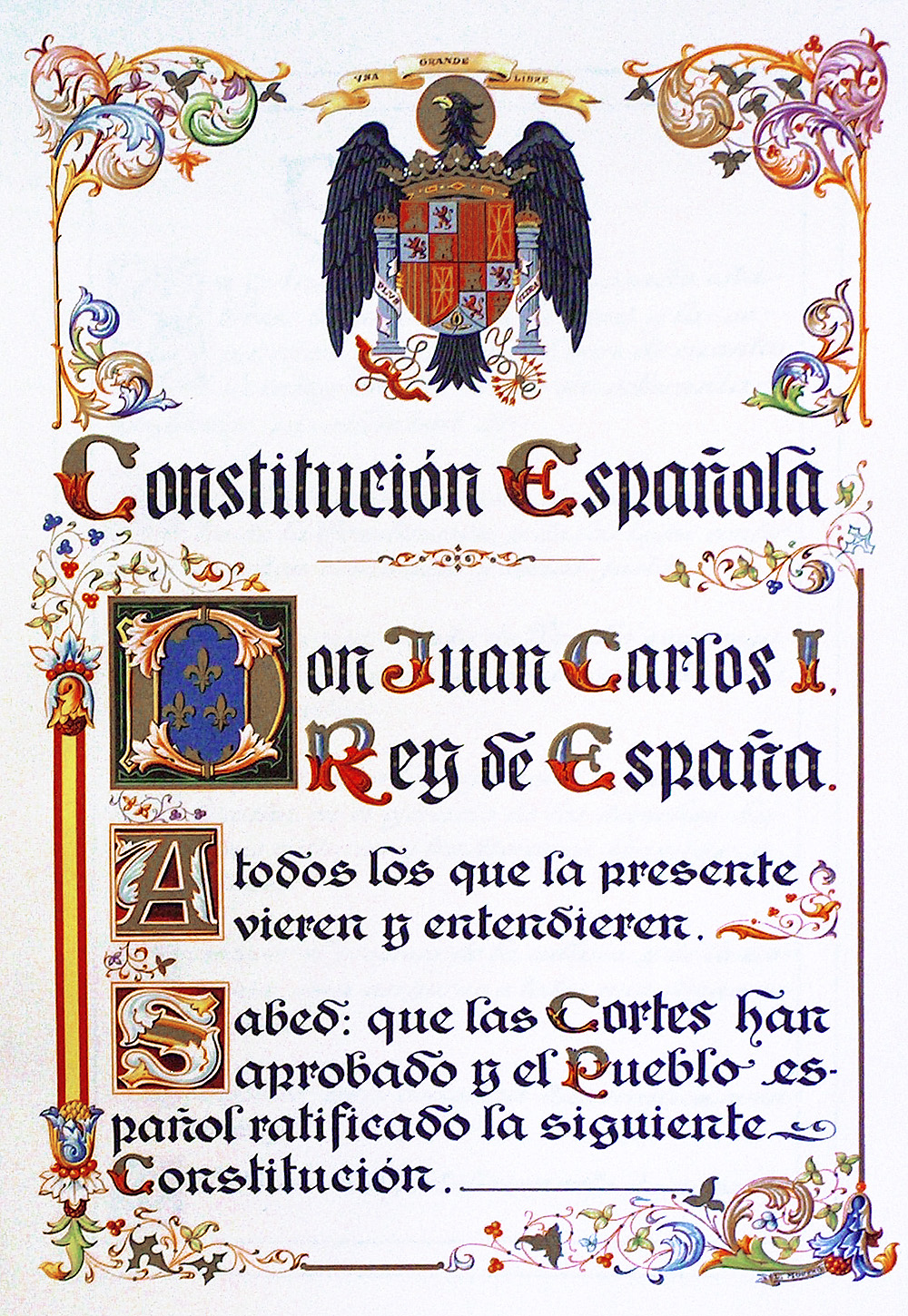
Primera pàgina de la Constitució espanyola de 1978, amb simbologia franquista.

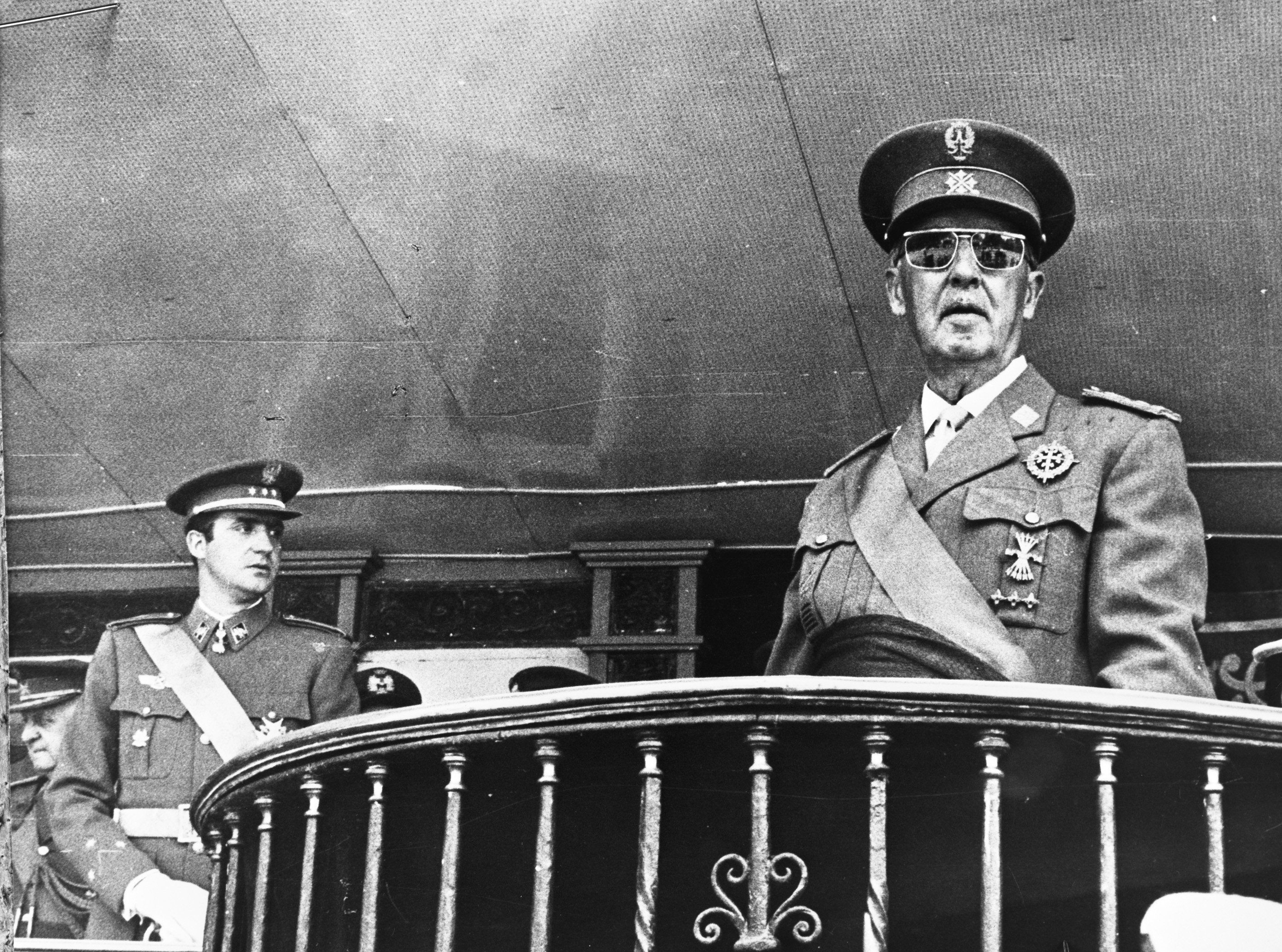
Franco i el llavors príncep Joan Carles de Borbó

Hi ha un gruix polític, institucional i mediàtic que assenyala un permanent rerefons catalanofòbic a l'Estat espanyol. Els països democràtics estableixen normatives de discriminació positiva vers els col·lectius que precisen protecció. El cas de la llengua catalana seria un cas clar, però l'Estat espanyol fa el contrari, una discriminació negativa, i àdhuc interfereix en les parcel·les en que la Generalitat legisla una discriminació positiva, com ara l'ensenyament, per anular-la.
L'origen es el fet que la Constitució Espanyola de 1978 no reserva cap paper a les llengües no castellanes a nivell estatal, i les relega a un paper secundari àdhuc als territoris on són pròpies, atès que es referma el castellà com a llengua oficial de tot l'Estat i s'obliga a tot els espanyols a conèixer-la (art. 3.1), si bé permet que els estatuts d'autonomia reconeguin d'altres llengües com a cooficials a les respectives comunitats autònomes (art. 3.2), però assolint un rang secundari de "dret" i no d'"obligació", encara que l'Estatut d'Autonomia de Catalunya diu que "els ciutadans de Catalunya tenen el dret i el deure" de conèixer el català (art.6.2). A la pràctica, en comptes d'una discriminació positiva vers la llengua més feble (per nombre de parlants, institucions, etc.) se'n promou la residualització mitjançant la diglòssia, el bilingüisme, una teranyina de lleis que les marginen, i àdhuc la marginació a institucions de promoció cultural com l'Instituto Cervantes, amb grans pressupostos dedicats exclusivament a la llengua castellana.

#### Revisionisme històric
L'anticatalanisme es troba en els debats sobre la història de Catalunya i la seva relació amb la història d'Espanya, generalment en espais no acadèmics, formant també part del nacionalisme banal. Sobretot a partir dels tòpics restants de la historiografia romàntica espanyola de base castellana, promoguda i consolidada posteriorment per la dictadura franquista, els arguments pseudohistòrics espanyols envers Catalunya pretenen minimitzar o negar qualsevol paper, visibilitat externa o organització política pròpia del poble català en el passat.
Aquesta pseudohistòria ha crescut especialment durant les primeres dècades del segle XXI a causa de les creixents demandes d'autodeterminació catalana, i ha sigut emprada com a eina per negar qualsevol possible legitimació històrica de les reivindicacions catalanes. Els mitjans de comunicació i particulars contraris a l'autodeterminació de Catalunya han sigut sovint un motor de difusió.
Alguns dels temes recurrents són:
- Confusió interessada o accidental entre els conceptes de Corona d'Aragó i un dels seus components, el Regne d'Aragó, negant així la seva estructura de monarquia composta.
- Confusió interessada entre el terme Països catalans, referit al domini lingüístic, i el pancatalanisme.
- En relació al primer punt, negació o relativització de l'existència del Principat de Catalunya, en el supòsit que el terme era només una expressió geogràfica buida de qualsevol transcendència política, alhora que afirma que els comtats catalans eren part integrant del Regne d'Aragó.
- Atribució a les institucions i lideratge de Catalunya de l'edat moderna un comportament polític obsolet i oligàrquic.
- Acusacions contra el president de la Generalitat Lluís Companys de ser el responsable directe de l'execució d'individus contraris al bàndol republicà durant la Guerra Civil espanyola a Catalunya.[73]

#### Democràcia ètnica
Segons el sociòleg Sammy Smooha, una Democràcia ètnica descriu sistemes polítics que funcionen segons el principi democràtic, però tracten un determinat grup ètnic de manera particular/discriminatiu respecte al grup dominant. La Transició des d'una dictadura feixista amb un nacionalisme espanyol de matriu castellana agressiu i marcadament ètnic, mancà d'una ruptura amb el model nacional franquista, en especial en aspectes econòmics i culturals. Atès que compleix la majoria de punts descrits per l'Smooha en la seva teorització, així com el tracte a les minories nacionals, començant pel no reconeixement, fa avaluar la possibilitat que Espanya sigui una democràcia ètnica.

##### Catalanofòbia institucional
La llengua catalana és vista com un impediment a la integració "nacional", i per això s'assetja institucionalment. Després de la imposició biopolítica del castellà durant la dictadura franquista, la democràcia consolidà un règim de bilingüisme, en el que progressivament s'ha teixit una teranyina de lleis i ajuts que privilegien el castellà respecte el català, que esdevé la llengua feble del bilingüisme, i per tant, en absència d'altres estats on es parli, és sentenciat a la desaparició a mitjà o curt termini. Els intents de canviar això topa amb la catalanofòbia política en l'àmbit català o espanyol.
En la mateixa línia, s'impedeix l'ús al Congrés espanyol, i s'impedeix que sigui oficial a Europa, a diferència de llengües menys parlades com ara l'irlandès.
En altres àmbits institucionals, com ara la justícia, Plataforma per la Llengua ha denunciat catalanofòbia. Les associacions Sobirania i Justícia i Drets també ho han denunciat en un acte al Parlament Europeu.

##### Catalanofòbia política
Al llarg de la història contemporània, hi ha polítics rellevants de tot l'arc parlamentari espanyol que han expressat opinions catalanòfobes, i en conseqüència en fan partícips els seus partits i estenen el missatge al gruix dels seus votants.

##### Catalanofòbia econòmica
El drenatge fiscal dels territoris de parla catalana és quelcom estudiat per nombrosos organismes públics i privats, des de Cambres de comerç a bancs. Això s'afegeix al dèficit inversor en infraestructures, i àdhuc en accions polítiques de deslocalització empresarial d'empreses catalanes, encetat pel règim franquista i continuat durant la democràcia, i accelerat durant el procés sobiranista. És indicatiu l'actitud d'importants polítics espanyols, com ara l'Esperanza Aguirre durant les opes sobre Endesa (una empresa originàriament catalana que es deslocalitzà durant la presidència de José Maria Aznar), rebutjant públicament que una empresa llavors catalana Gas natural adquirís Endesa, i preferint que ho fes una empresa alemanya.

###### Boicots comercials
Al llarg dels anys, sovint les reclamacions polítiques/econòmiques i les fites d’autogovern, a vegades tergiversades com a revolta secessionista, han rebut com a resposta una crida al boicot comercial contra Catalunya. És el cas de la creació de la Unió Regionalista, la creació de Solidaritat catalana, els fets del Cu-Cut, la Setmana Tràgica (que es publicità com a separatista per a que no s'estengués a altres poblacions espanyoles), creació de la Mancomunitat de Catalunya el 1914, participació de voluntaris catalans a la Primera guerra mundial i reclamació de la doctrina Wilson per a Catalunya, la creació i campanya de la Lliga Regionalista, el 1918, l’autonomia mitjançant l'Estatut de Núria, els Fets d’Octubre, o, més recentment, l’Estatut de Miravet.

##### Catalanofòbia mediàtica
La llengua i cultura d'una població d'uns 10 milions de catalano-valenciano parlants és absolutament inexistent, reprimida, als mitjans de comunicació d'abast espanyol. Alhora, sovint coincidint amb reclamacions d'autogovern, hi ha periodistes que han expressat opinions clarament catalanòfobes, a més d'espanyolisme lingüístic.

###### Noticies falses
No és estrany trobar acusacions d'imposició o àdhuc supremacisme i racisme per part de l'espanyolisme, sovint basades en anècdotes, tergiversacions, o àdhuc mentides, invertint els termes per acusar al catalanisme d'atacar l'espanyolitat. L'anomenada Operació Catalunya també és un exemple de com s'han filtrat notícies falses, en aquest cas contra polítics catalanistes.

##### Nacionalisme banal
Els mitjans de comunicació, i actualment les xarxes socials, són un vehicle de difusió de masses d'una catalanofòbia subtil o explícita acompanyant al nacionalisme banal espanyol. Sovint el missatge sorgeix de mitjans de comunicació o de grupúsculs ultranacionalistes per després incorporar-se de forma més clara o discreta al discurs dels partits espanyols, i d'aquí al seu gruix de votants. La incorporació de diferent grau de catalanofòbia al nacionalisme banal de grans capes de la societat espanyola es sublima en crits d'atac com el "a por ellos, oé" per part de la població però també de les forces de l'ordre espanyoles, durant la violenta repressió policial de 1-O del 2017.
Dins del nacionalisme banal hi ha tot un ventall de referències insultants als catalans emprades en castellà, com ara "catalufos", "catalinos", "catalardos" o "polacos", entre d'altres.

#### Enemistat dins territoris de l'antiga Corona d'Aragó
És interessant assenyalar l'anticatalanisme sovint inflamat que apareix durant el s. XX, i més específicament després de la guerra civil, als territoris que formaven, amb Catalunya, l'antiga Corona d'Aragó. Apareix amb diferent intensitat i virulència a l'Aragó, al País Valencià, i a les Illes. Sovint és un anticatanisme propiciat des de grups polítics que fan bandera del secessionisme lingüístic, i abraçant una espanyolitat abrandada com a antídot contra un suposat pancatalanisme. L'esquema és sempre el mateix, i el seu discurs ultra, tot i marginal, és totalment tolerat per l'esquerra espanyola, i acaba incorporant-se sense més problemes als grans partits espanyols, PP i PSOE, al gruix social dels seus votants, i a la política lingüística del govern espanyol.
Són partits com ara Unió Valenciana, les tesis del qual comptava amb el suport diari a mitjans de comunicació com Las Provincias, en una allau propagandística que àdhuc arribà a tindre una secció, El Cabinista, on es publicaven tota classe d'insults anònims contra dos dianes, els polítics d'esquerres, i de forma especial Catalunya. L'arrelament de l'anticatalanisme causà que l'altre diari local, el Levante, de tendència progressista, tímidament també acabés afegint-s'hi. En el cas de l'Aragó, el PAR segueix el mateix esquema. I en el cas de les Illes, fou part del PP qui promogué, i promou encara, el secessionisme cultural.

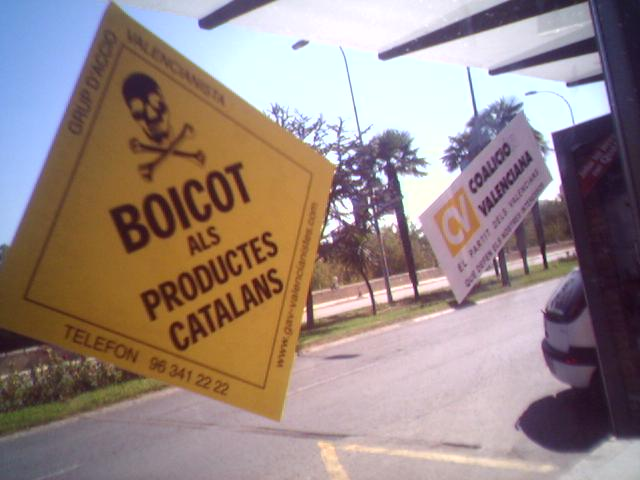
Una enganxina a la ciutat de València del Grupo de acción valencianista, cridant al boicot comercial anticatalà.

##### País Valencià
Al País Valencià, l'anticatalanisme s'ha estès sobretot en grups conservadors de la Ciutat de València i la seua rodalia, lligat amb el secessionisme lingüístic i el moviment polític anomenat comunament blaverisme. L'anticatalanisme sol donar rendiment polític en aquestes àrees, quasi sempre entès com una reacció cap a un pretès imperialisme català.

##### Illes Balears
A mitjans de 1972 van aparèixer un seguit de cartes al Diario de Mallorca signades sota el pseudònim de Pep Gonella les quals donaren peu al Gonellisme, un moviment que alguns associen al blaverisme valencià. Tot i això, a les cartes mai es negà la unitat de la llengua o es manifestaren sentiments anticatalanistes, sinó que es reclamava una major importància a les varietats dialectals balears respecte l'estàndard.

##### Aragó
A l'Aragó hi ha un moviment similar al blaverisme o al gonellisme que cerca a suprimir tota referència al català en relació amb la Franja.

##### Catalunya
A Catalunya les darreres dècades han nascut partits i associacions que, recolzats per potents mitjans de comunicació, copien el mateix esquema de fractura social ja descrit als altres territoris de l'antiga Corona d'Aragó, assenyalant al catalanisme com a ideologia totalitària i el català com una llengua imposada, i tot cercant una fractura ètnica de la societat. També sovint branden estudis sobre el racialisme català de les darreries del s.XIX i principis del s.XX, una època en què tot Occident era racialista i aplicava polítiques eugenèsiques i/o racistes, amb la diferència que Catalunya no, atès que no era un estat.

#### S. XXI
Al segle XXI, la catalanofòbia/valencianofòbia segueix present a la societat espanyola, bé en forma de discursos/accions polítiques, o de pronunciament de part de la societat espanyola, com mostra, entre altres exemples,
- la catalanofòbia després de l'accident de German wings, el 2015.[157][158]
- la catalanofòbia després dels atemptats jihadistes a Barcelona i Cambrils, el 2017.[159]
- la catalanofòbia relacionada amb el moviment polític sobiranista, el 2020, segons Aix Global Justice i UNPO.[160]
- els insults a l'Aitana Bonmatí per haver fet un discurs en català en recollir la seva segona pilota d'or,[161][162] el 2024.

## Enllaços a temes complerts sobre la repressió espanyola de Catalunya i del català al llarg de la història
A continuació es mostren episodis històrics des de la unió dinàstica de la Corona d'Aragó i del Regne de Castella, des de 1714 especialment, que són argumentats des del catalanisme com greuges del govern central sobre Catalunya.

### La repressió institucional, política i administrativa
- Decrets de Nova Planta (1714)
  - Memorial de Greuges (1760)
- Consulta sobre la independència de Catalunya (2014)

#### La repressió militar
- Guerra dels Segadors (1640)
- Guerra de Successió Espanyola (1701-1714)
  - Repressió borbònica en la Guerra de Successió Espanyola

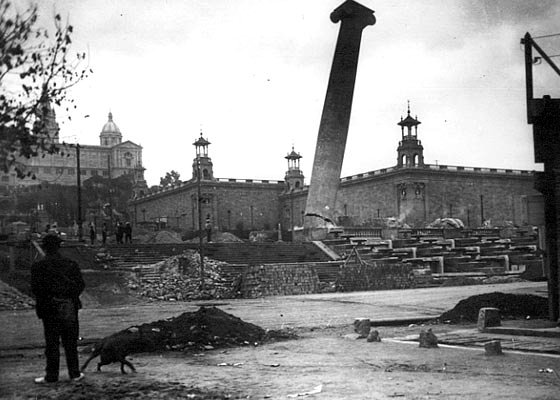
Enrunament de les Quatre Columnes a Montjuic pel fet de ser un símbol català, per ordre del Primo de Rivera, el 1928.

- Enrunament de les Quatre Columnes a Montjuic pel fet de ser un símbol català, per ordre del Primo de Rivera, el 1928.Dictadura de Primo de Rivera (1923-1930)
  - Dictadura de Primo de Rivera a Catalunya
- Segona República Espanyola (1931-1936)
  - Fets del sis d'octubre (1934)
- Guerra Civil espanyola (1936-1939)
  - Franquisme a Catalunya (1939-1975)

### La repressió cultural i lingüística
- Cronologia de la repressió del català (1482-Actualitat)

### La repressió econòmica i social
- Fets del ¡Cu-Cut! (1905)[165]
- Setmana Tràgica (1909)
- Boicot a productes catalans. (2004-Actualitat)[166][167][168]